# Schizodon intermedius
Schizodon intermedius är en fiskart som beskrevs av Julio C. Garavello och Britski, 1990. Schizodon intermedius ingår i släktet Schizodon och familjen Anostomidae. Inga underarter finns listade i Catalogue of Life.